# Ulla Andersson (politiker)
Ulla Margareta Andersson, född 4 januari 1963 i Bollnäs, Gävleborgs län, är en svensk politiker (vänsterpartist). Hon var ordinarie riksdagsledamot 2006–2022, invald för Gävleborgs läns valkrets,. Hon var under nästan hela sin riksdagstid ekonomisk-politisk talesperson för Vänsterpartiet. I februari 2022 efterträddes hon i det uppdraget av Ali Esbati.

## Biografi
Andersson var i början av 1990-talet aktiv i partiet Arbetarlistan, innan hon 1993 gick med i Vänsterpartiet. Åren 2000–2006 var hon kommunalråd i Gävle kommun.
Andersson var därefter riksdagsledamot 2006–2022. I riksdagen var hon vice gruppledare för Vänsterpartiet 2010–2012, ledamot i finansutskottet 2006–2022 och skatteutskottet 2022. Andersson var ledamot i ledamotsrådet 2010–2012 och ledamot i styrelsen för Stiftelsen Riksbankens jubileumsfond 2018–2022. Hon var suppleant i bland annat EU-nämnden, finansutskottet, miljö- och jordbruksutskottet och skatteutskottet. Sedan 2022 är hon suppleant i riksbanksfullmäktige.
Den 6 juli 2011 meddelade Andersson att hon ställde upp som kandidat till partiledare för Vänsterpartiet. När kongressen 2012 röstade ner förslaget om att införa delat partiledarskap, drog Andersson tillbaka sin kandidatur.
Sedan den 1 januari 2023 är Andersson  regionråd i opposition och ledamot i regionstyrelsen i Region Gävleborg.